# Officia oratoris
Als officia oratoris (lateinisch officium, „Aufgabe“, „Pflicht“; orator „Redner“) im weiteren Sinne werden in der römischen Rhetoriktheorie die Aufgaben des Redners bezeichnet. In der lateinischen Tradition wird der Begriff in der Regel mit den fünf Produktionsstadien der Rede gleichgesetzt. Demnach ist der Redner beim Verfassen seiner Rede an bestimmte Produktionsstadien gebunden, die nacheinander durchlaufen werden müssen (inventio, dispositio, elocutio, memoria, actio). Darüber hinaus wird der Terminus mit den „Wirkungsarten“ (Ueding) bzw. „Wirkungsfunktionen“ (Dockhorn) der Rede in Verbindung gebracht. Nach dieser Auffassung besteht die Aufgabe des Redners darin, in unterschiedlicher Weise auf das Publikum einzuwirken, um sein Redeziel zu erreichen. Je nach Situation oder Redegegenstand wird er eine eher intellektuell-rationale oder emotionale Ansprache der Zuhörer als geeignete Taktik auswählen. Die römische Rhetorik hat drei Wirkungsarten unterschieden und mit den Termini „docere/probare“, „conciliare/delectare“ und „movere/flectere“ bezeichnet.

“Ita omnis ratio dicendi tribus ad persuadendum rebus est nixa:
 ut probemus vera esse, quae defendimus;
 ut conciliemus eos nobis, qui audiunt;
 ut animos eorum, ad quemcumque causa postulabit motum, vocemus.”

„So konzentriert sich die gesamte Redekunst auf drei Faktoren, die der Überzeugung dienen:
 den Beweis der Wahrheit dessen, was wir vertreten,
 den Gewinn der Sympathie unseres Publikums
 und die Beeinflussung seiner Gefühle im Sinne dessen, was der Redegegenstand jeweils erfordert.“

## docere
Das „docere“ (lat.: belehren, unterrichten) ist die Wirkungsart, „die auf einen rationalen Erkenntnisprozess zielt und die intellektuellen Fähigkeiten der Adressaten anspricht“ (Ueding, Gert: Klassische Rhetorik, S. 75). Die Herstellung einer intellektuellen Überzeugung kann auf der Grundlage rationaler Argumentation geschehen oder einfach die Form einer Mitteilung von Fakten haben. In diesem Sinne werden zwei Intensitätsgrade des „docere“ unterschieden:
1. die Mitteilung (z. B. Aufzählung von Fakten, Mitteilung des Redeziels, objektive Darstellung eines Sachverhalts oder Ereignisses)
2. der Beweis (z. B. als Argument oder komplexe Argumentation)

“Ad probandum autem duplex est oratori subiecta materies: una rerum earum, quae non excogitantur ab oratore, sed in re positae ratione tractantur, ut tabulae, testimonia, pacta  conventa, quaestiones, leges, senatus consulta, res iudicatae, decreta, responsa, reliqua, si quae sunt, quae non reperiuntur ab oratore, sed ad oratorem a causa atque a reis deferuntur;
altera est, quae tota in disputatione et in argumentatione oratoris conlocata est.”

„Dabei verfügt der Redner über ein zweifaches Beweismaterial, einmal über die Dinge, die man sich als Redner nicht ausdenken kann, die vielmehr in der Sache liegen und methodisch zu behandeln sind, wie Dokumente, Zeugenaussagen, Verträge, Abmachungen, peinliche Befragungen, Gesetze, Senatsbeschlüsse, richterliche Entscheidungen, Erlasse, Rechtsauskünfte und was sonst etwa nicht durch den Redner herausgefunden, sondern durch die Sache und die Angeklagten an ihn herangetragen wird; das andere ist das, was ganz von der Darstellung und Argumentation des Redners abhängt.“

## delectare
Das „delectare“ (lat.: erfreuen) dient der „parteigünstigen Erregung sanfter Affekte“ (Lausberg, Heinrich: Elemente der literarischen Rhetorik, S. 69), verlässt also den Bereich strenger Rationalität. Zu den sanften Affekten gehören u. a. Wohlwollen und Vergnügen. Vergnügen kann z. B. durch die sprachliche Schönheit der Rede, ihre rhetorische Ausschmückung (ornatus), beim Publikum hervorgerufen werden. Das Wohlwollen, die Gewogenheit des Publikums, gewinnt (conciliare) der Redner nach Cicero u. a. durch eine geschickte Selbstinszenierung.

“Valet igitur multum ad vincendum [...] animos eorum, apud quos agetur, conciliari quam maxime ad benevolentiam cum erga oratorem tum erga illum, pro quo dicet orator. Conciliantur autem animi dignitate hominis, rebus gestis, existimatione vitae; quae facilius ornari possunt, si modo sunt, quam fingi, si nulla sunt. Sed haec adiuvant in oratore: lenitas vocis, vultus, pudoris significatio, verborum comitas.”

„Es ist also von großem Wert für den Erfolg, dass man [...] die Herzen des Publikums für eine möglichst wohlwollende Einstellung sowohl dem Redner als auch ganz besonders dem Klienten des Redners gegenüber zu gewinnen weiß. Gewinnen aber lassen sich die Herzen durch die Würde eines Menschen, seine Taten und das Urteil über seine Lebensführung. Diese Vorzüge sind leichter wirkungsvoll hervorzuheben, wenn sie vorhanden sind, als zu erfinden, wenn sie nicht vorhanden sind. Doch diesen Eindruck unterstützen bei dem Redner eine sanfte Stimme, die Miene, ein Ausdruck der Bescheidenheit und eine liebenswürdige Ausdrucksweise.“

## movere
Das „movere“ (lat.: bewegen, erschüttern) dient der Erregung starker Affekte wie z. B. Furcht und Hass. Diese Wirkungsart kann eine ungeheure manipulative Kraft entfalten. Das Publikum wird nicht argumentativ überzeugt, sondern überredet.

“Plura enim multo homines iudicant odio aut amore aut cupiditate aut iracundia aut dolore aut laetitia aut spe aut timore aut errore aut aliqua permotione mentis quam veritate aut praescripto aut iuris norma aliqua aut iudici formula aut legibus.”

„Die Menschen entscheiden ja viel mehr aus Hass oder aus Liebe, Begierde oder Zorn, Schmerz oder Freude, Hoffnung oder Furcht, aus einem Irrtum oder einer Regung des Gemüts, als nach der Wahrheit oder einer Vorschrift, nach irgendeiner Rechtsnorm oder Verfahrensformel oder nach Gesetzen.“